# Церковь Сергия Радонежского (Большая Ящера)
Церковь Сергия Радонежского — православный храм в деревне Большая Ящера, Лужского района Ленинградской области. Церковь построена во второй половине XIX века.
Признана объектом культурного наследия.

## История
Каменная церковь с деревянной колокольней, посвящённая святому Сергию Радонежскому, была заложена в 1871 году митрополитом Исидором и им же освящена 13 августа 1872 года. Само здание храма возвели по проекту архитектора Г. Карпова. Главным строителем церкви и церковного дома был потомственный почётный гражданин Игнатий Петрович Лесников. Здание покрыли листовым железом, окрашенным медянкой. Кресты на церкви отлили из меди, а сверху покрыли позолотой. На колокольне находились 6 колоколов.
Северный и южный фасады украшены строенными узкими окнами разделёнными колоннами. Храм был около 28 метров в длину и 14 метров в ширину.
Помещение изнутри было выкрашено в «небесный» цвет. Над притвором располагался небольшой крест, над входом — икона явления Богородицы преподобному Сергию. На горнем месте располагалась икона Спасителя на троне в деревянной вызолоченной раме; над жертвенником находилась икона Божией Матери; над царскими вратами — икона Спасителя. На архиерейской кафедре, оставшейся в храме после его освящения, находилась плащаница. Иконостас был сделан из дерева, белого цвета с вызолоченными украшениями. Правее от иконостаса располагались икона Сергия Радонежского, левее — икона святого Тихона Задонского. Кроме того, в церкви хранились иконы Игнатия Богоносца, Николая Чудотворца, Исидора Пелусиота и Варвары. За клиросами, на аналоях, находились иконы Александра Невского, Пантелеимона, Покрова, Казанской Божией Матери. В 1883 году ящерский крестьянин Голубев пожертвовал церкви два евангелия.
Причт состоял из священника и причетника. Он помещается в церковном деревянном доме, где до освящения церкви отправлялась служба, кроме литургии. При церкви числились прихожане в количестве 1042 мужчин и 1041 женщины. Кладбища, относившиеся к храму, находились в Ящере, Сорочкине, Верести и Лугах. Часовни — в Ящере и Сорочкине. Крестные ходы, кроме 6 января и 1 августа приход церкви проводил: 23 апреля и 8 июля на Ящерское поле, 20 июля в Лугу, а также 27 июля в Низовку.
В 1930-е годы церковь закрыли. Во время Великой Отечественной войны территория, на которой располагался храм, была оккупирована немецкими войсками. Около храма немцы устроили сборный пункт для захваченной советской артиллерии, а также небольшое немецкое кладбище. В ходе освобождения территории храм пострадал и был частично разрушен.
По состоянию на начало XXI века от церкви остались руины.

## Галерея

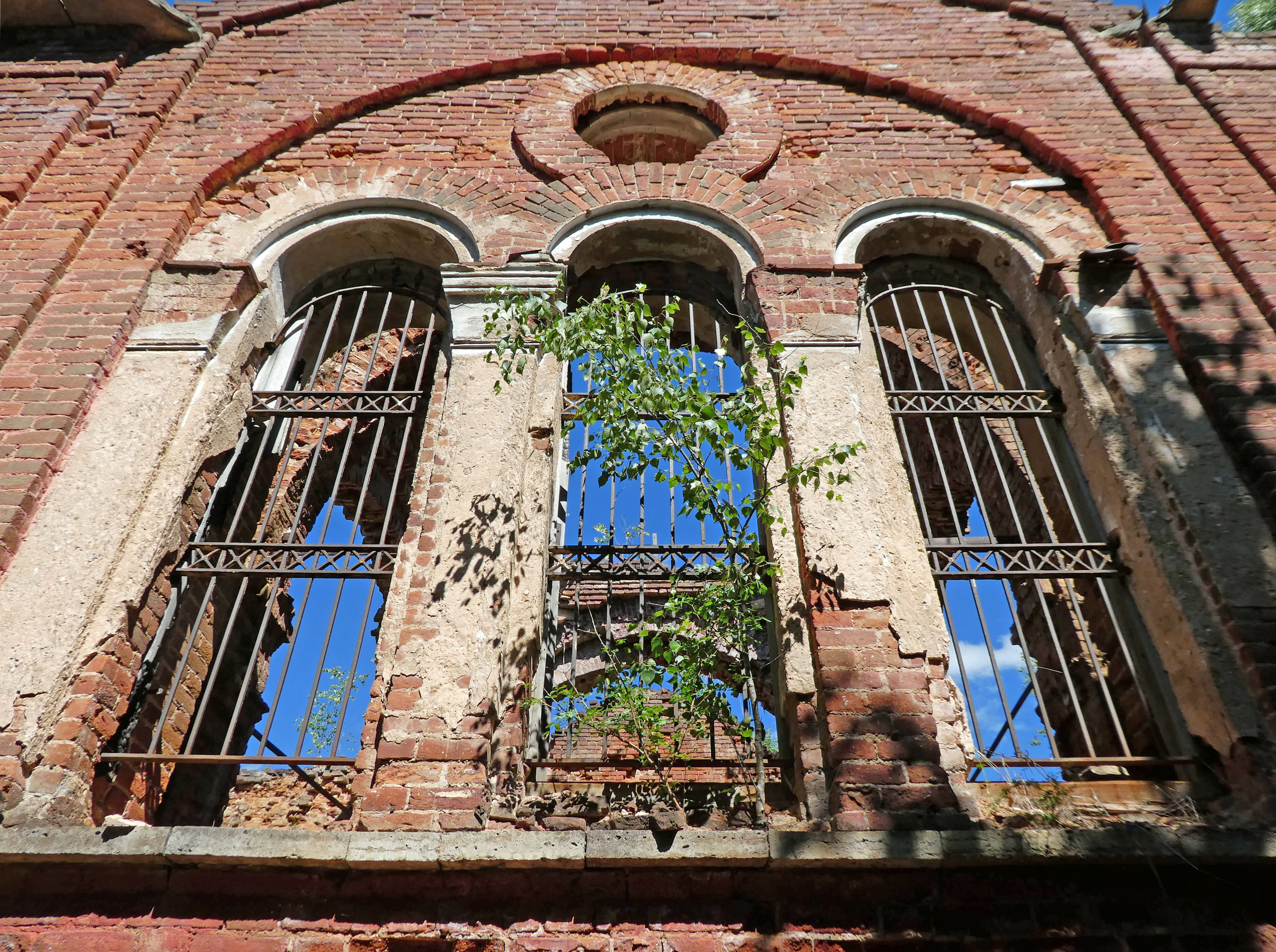
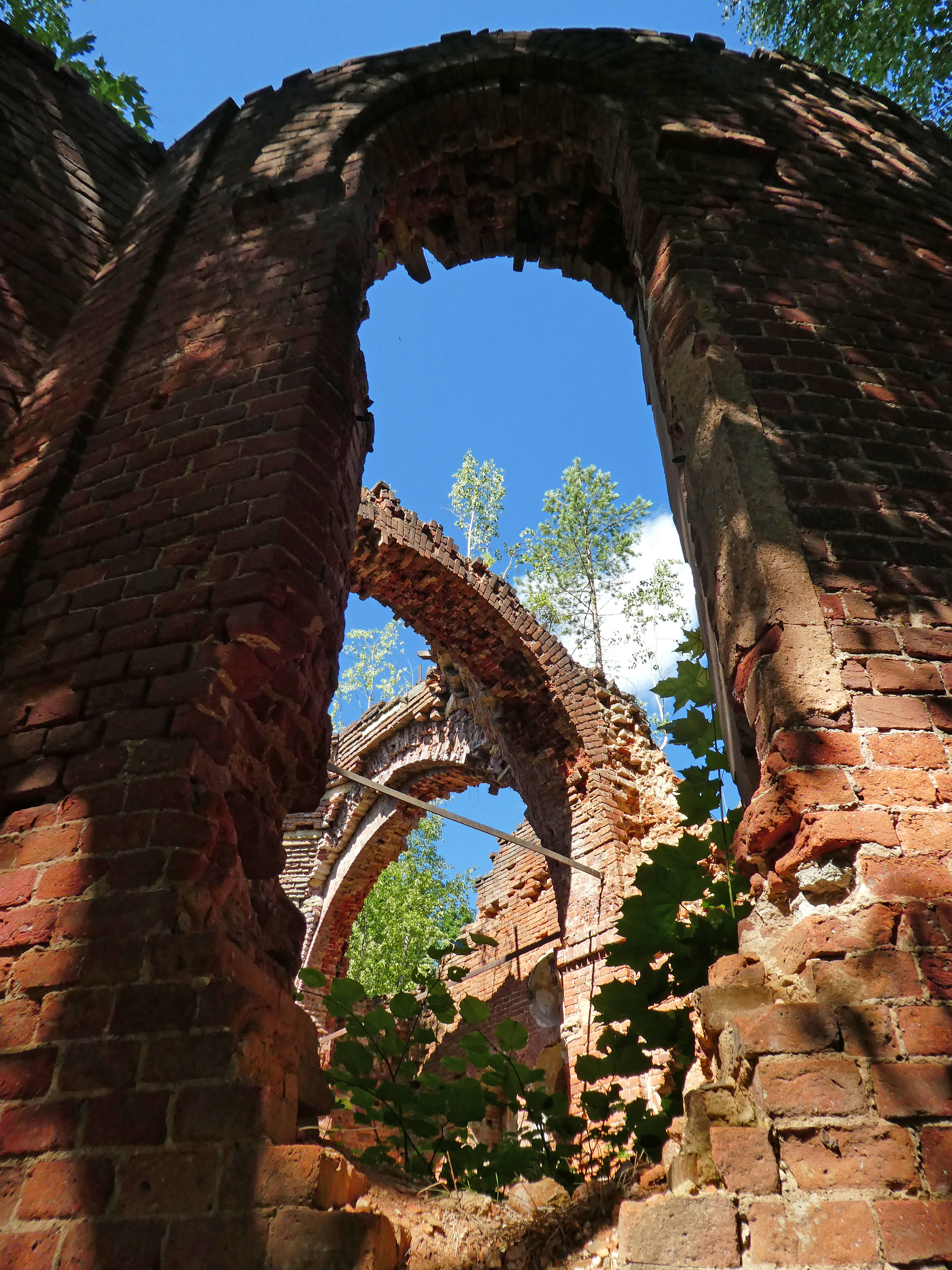
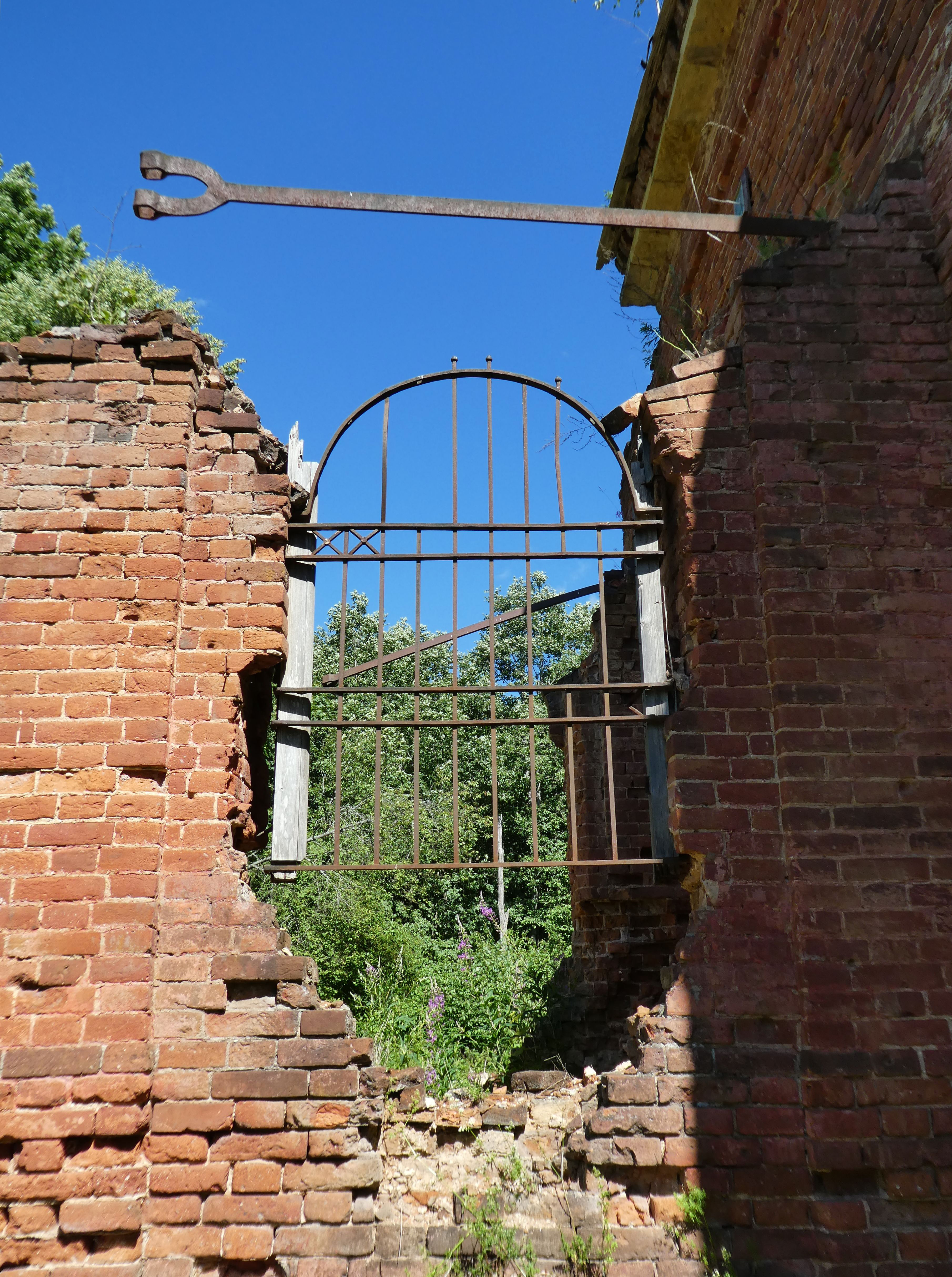